# Batrachuperus yenyuanensis
Batrachuperus yenyuanensis (англ. Yenyuan stream salamander) — вид хвостатих земноводних родини кутозубих тритонів. Вид є ендеміком Китаю, зустрічається в провінції Сичуань на висоті 2900-4400 м. Ця саламандра живе у чистій, протічній воді гірських струмків та озер.